# Art de l'Anatolie turkmène et des premiers Ottomans
L'expression art de l'Anatolie turkmène et des premiers Ottomans désigne la production artistique qui a lieu en Anatolie entre le milieu du XIIIe siècle et le règne du sultan ottoman Bayézid II (1481-1512). Elle est principalement constituée d'architecture, mais une production de céramique a aussi lieu, qui préfigure la céramique d'Iznik.

## Histoire
Au milieu du XIIIe siècle, l'Anatolie connaît de profonds bouleversements, avec l'arrivée des mongols, l'accroissement des turkmènes et les problèmes politiques de l'empire byzantin.

### Arrivée des mongols
Le 26 juin 1243, la bataille de Köse Dağ voit la défaite des Seldjoukides de Rum face aux mongols. Le sultanat ne parvient à conserver son indépendance qu'au prix d'un lourd tribut, et le royaume se morcelle en raison de dissensions internes. En 1276, alors que le sultan mamelouk Baybars se dirige vers l'Anatolie, le Mongol Abaqa intervient pour la défendre, et en profite du même coup pour retirer toute autorité aux Seldjoukides, même si des monnaies continuent à être frappées en leur nom jusqu'en 1302. Les Mongols ilkhanides prennent le titre de "sultan de Rum". Même après leur chute l'Anatolie restera liée à l'Iran par l'intermédiaire des Aq Qoyunlu et des Qara Qoyunlu.

### L'accroissement des turkmènes
Dans l'ouest de l'Anatolie, des tribus turkmènes (connues collectivement sous le nom de beyliks) fondent des émirats et remplacent l'unité (relative) des seldjoukides. Ces tribus s'étendent et deviennent particulièrement importantes après la chute du pouvoir ilkhanide. Parmi elles, on compte : 
- Les Karamanides (v.1256-1483) : installés dans le sud, à Karaman et à Konya (définitivement à partir de 1313). Leur fondateur est Karaman ibn Nur Sufi.
- Les Mentecheïdes (v.1270-1426) : cette dynastie fondée par Menteşe se trouve au sud-est de l'Anatolie (Milas, Beçin, Muğla) et s'allie aux Karamanides au XIVe siècle, contre la puissance montante des Ottomans.
- Les Osmanli ou Ottomans  (1281-1914): Cette tribu, fondée par Osman, est l'une des dernières qui voit le jour en Anatolie. Elle s'empare peu à peu de toute l'Anatolie : Brousse tombe en 1325 et devient capitale en 1326, Nicée croît en 1331 et prend le nom d'Iznik, puis c'est le tour de Nicomédie (1337), Edirne (1361, devient capitale en 1366) et des Balkans. En 1402, l'invasion timuride stoppe quelque temps les conquêtes, mais la ville de Constantinople tombe néanmoins le 29 mai 1453. C'est le règne de Bayézid II (1481-1512) qui met fin aux premiers Ottomans.

### L'empire byzantin
En 1261, l'intermède latin prend fin à Constantinople, et une dynastie locale, celle des Paléologues, reprend le pouvoir. Cependant, le contrôle byzantin sur l'Anatolie s'effrite peu à peu, et l'empire se réduit comme peau de chagrin, se contentant peu à peu de la ville de Constantinople et de ses environs. La dynastie paléologue prend fin lorsque, en 1453, Mehmed II entre dans Constantinople en conquérant.

## Architecture

### LeXIIIesiècle
Au XIIIe siècle, mosquées et madrasa sont encore très marquées par les traditions seldjoukides, qu'elles poursuivent. Des influences d'Asie Centrale peuvent aussi être dégagées, par exemple à travers les colonnes et le couvrement de bois de la grande mosquée de Afyon (1272), mais certains spécialistes les réfutent. La présence d'un iwan dans la madrasa de Muzafer Bürüciye, à Sivas (1271-1272) serait due à l'origine iranienne du commanditaire, même si le portail décoré en relief est tout à fait dans le style seldjoukide. 
À Beyshehir, la mosquée Esrefoglu est construite en 1299, en dur. Elle se compose de deux parties : un tombeau à pans coupés avec un toit conique et une mosquée de plan arabe avec un couvrement plat en bois. La coupole devant le mihrab et le mihrab lui-même, en mosaïque de céramique, sont encore dans la mouvance seldjoukide.

### La recherche d'un espace unifié auXIVesiècle
Les recherches sur l'unification de l'espace débutent au XIVe siècle, et se manifestent principalement dans l'architecture des mosquées. Elles déboucheront, au XVe siècle, sur le premier art Ottoman. 
On peut distinguer quatre régions différentes : 
- le centre reste dans la mouvance seldjoukide, pour peu à peu former le style des Qara Qoyonlu ;
- l'est, sous la domination des Aq Qoyonlu, a un style qui s'inspire beaucoup de l'Iran ;
- le sud-est est principalement marqué par des influences mésopotamiennes et syriennes ;
- l'ouest, dans l'optique du premier art Ottoman, développe une architecture plus expérimentale en s'appuyant sur de nouvelles idées, venues principalement de la tradition byzantine.

Plusieurs techniques voient le jour pour tenter d'unifier l'espace. À la grande mosquée de Birgi, édifiée pour Mehmet Bey Ier en 1312-1313, on note le premier essai d'unification par l'agrandissement de la coupole située devant le mihrab. Un narthex prend place entre la salle de prière et la cour, qui rappelle le plan de certaines églises byzantines. Par contre, le tombeau de plan carré et le mihrab en mosaïque de céramique peuvent encore être rattachés à l'art seldjoukide. 
Les mosquées à deux coupoles constituent la "première tentative sérieuse pour désencombrer l'aire centrale". Il s'agit plutôt de petites mosquées, comme celle d'Orhan Gazi à Brousse (1339) ou celle d'Isa Bey à Selçuk (1379). Le plan de cette dernière s'inscrit dans la tradition des grandes mosquées de Damas ou de Diyarbakır, avec une cour à portique, ce qui est extrêmement rare en Anatolie, et un portail monumental en ablaq. L'axe central de la salle de prière, est marqué à l'extérieur par un triple portail et à l'intérieur par deux coupoles sur pendentifs.
À la grande mosquée de Manisa (1367), une autre solution est employée : la grande coupole centrale. Cet ensemble mosquée-madrasa marque une étape cruciale vers le premier art ottoman, avec une grande coupole devant le mihrab, qui forme un vaste espace unifié sous dôme (comme dans l'est de l'Anatolie), et une cour à double portique couronné de coupolettes, qui se retrouvera dans la plupart des mosquées ottomanes. Le haram est ouvert par sept portails. 

L'unification de l'espace s'améliore encore à la mosquée Ilias Bey de Balat, créée en 1404 et qui comporte une grande coupole (diamètre : 14m) sur trompes avec muqarnas. La façade présente aussi une nouvelle organisation : une avancée en forme d'arc qui encadre la porte et deux fenêtres latérales.

### Le premier art ottoman, dit style de Brousse
Le premier art ottoman, ou style de Brousse, est une nouvelle conception architecturale qui découle des recherches précédentes. Il se manifeste pour la première fois dans la mosquée Orhan Bey à Brousse, en 1339. Le plan est dit "en T inversé" : deux salles à coupole forment une nef axiale, et deux salles latérales plus petites s'y rattachent ; le tout est précédé d'un narthex, plus ou moins segmenté, et d'un portique, souvent ouvert aux extrémités par des baies géminées (influence occidentale, via les architectes mamelouks sans doute). 
La mosquée-madrasa de Muhad Ier, construite à Brousse en 1363, est un autre exemple de ce style. Sa conception varie un peu par rapport au modèle initial puisqu'elle est constituée de deux étages : le rez-de-chaussée sert pour la mosquée, le premier pour la madrasa. On note une influence byzantine très nette dans la manière de construire, avec l'alternance d'assises de briques et de pierre. 

Une évolution significative a lieu dans la mosquée verte de Tire (dont la date de construction est controversée), avec l'apparition de la première demi-coupole en Anatolie. 

### Le règne de Bayazid IerYildirim
Le sultan Bayazid fut un grand constructeur, à l'origine d'un complexe à Brousse, et d'une mosquée indépendante dans cette même ville, entre autres. Le complexe de Bayazid comprenait plusieurs bâtiments isolés contenus dans une enceinte : un tombeau, une grande mosquée, une madrasa, et un petit palais, notamment.
 la madrasa est datée de 1398-99 ; elle comprend une longue cour étroite bordée par les cellules des étudiants et menant à une salle surhaussée, couverte d'une coupole, qui devait être utilisée comme salle de cours. Chaque cellule disposait d'une cheminée particulière et d'une fenêtre donnant sur la cour.
 Le turbe date aussi de 1399. Construit sur un plan carré, il est couvert d'une coupole posée sur une zone de transition octogonale. On peut y remarquer une recherche menée sur l'apparence de la façade, scandée par des fenêtres. 
L'ulu Çami (grande mosquée en turc) de Brousse fut édifiée dans la même période (1396-1400), mais elle n'appartient pas au complexe de Bayazid. Il s'agit du dernier exemple de mosquée hypostyle du premier art ottoman. Couverte de vingt coupoles sur pendentifs de 9m de diamètre environ, la salle de prière mesure 65m de long par 56 de large, et est divisée par des piliers carrés. L'un des dômes dans l'axe du mihrab est ouvert sur le ciel et créé un puits de lumière, qui tombe dans le bassin situé au-dessous.

### La fin du premier art ottoman
Le règne de Bayazid Ier Yidrilim marque une frontière qui ouvre sur de nombreuses nouveautés. Dans le complexe de Mehmet Ier, toujours à Brousse, on compte une madrasa, un hospice, des bains publics et le tombeau du fondateur. Mais c'est sans doute la mosquée qui constitue l'édifice le plus intéressant. Le plan fait penser à celui de la mosquée précédente, mais en plus élaboré. À l'extérieur, il est probable qu'un portique ait été prévu, mais non réalisé pour une raison inconnue. La façade telle qu'elle se présente aujourd'hui est animée d'une double rangée de fenêtres, dont le rythme est soudainement cassé par le portail monumental décoré en bas-relief. À l'intérieur, le revêtement de céramique utilise la technique de la cuerda seca, avec, pour la première fois, une palette colorée très étendue (vert, turquoise, mauve, blanc, noir, bleu foncé). On note l'utilisation du style timuride international, ainsi que l'intervention de maîtres persans de Tabriz, combinée à une tradition locale au travers d'arcs très particuliers dits « arcs de Brousse ».

Le turbe, qui porte la date de 1424, possède également une entrée haute et étroite qui fait penser à une faille. Son décor intérieur de céramique (le revêtement extérieur est plus tardif) est réalisé grâce à des carreaux en cuerda seca, moulés sous glaçure et dorés. Le cénotaphe monumental est également revêtu de cuerda seca, et le mihrab, de grandes dimensions comme toujours à cette époque, porte mention de la sourate de la lumière et des lampes. 
Sous Murad II, un nouveau pas est franchi. Si sa mosquée muradiye, à Edirne (1421 ou 1435-36) garde un plan en T inversé, une entrée haute et étroite qui se rattachent encore au premier style ottoman, la mosquée Uç Serefeli, bâtie dans la même ville, est le premier exemple de mosquée impériale ottomane.  Ses dimensions colossales (64 x 66 m), son immense coupole (diamètre 24 m), ses quatre minarets à toits coniques, son système de contrebutement par des contreforts entre les fenêtres du tambour du dôme marquent la transition vers le style classique ottoman et l'aboutissement des recherches sur un espace unifié.

## Céramique

### La céramique dite de Milet
Cette production encore méconnue se caractérise par une terre argileuse rougeâtre, engobée en blanc et peinte, sous une glaçure plombifère verdâtre. Si l'on a de sérieux doutes sur l'existence d'un centre de production à Milet, il semble qu'Iznik et Kütahya en produisirent. Le décor mêle motifs géométriques et floraux, ceux-ci comportant presque toujours des « palmettes rumies », à savoir de longues palmettes effilées. 

### Le bleu et blanc
Il n'existe aucun lien stylistique ni technique entre la céramique de Milet et le bleu et blanc. Produit à partir du dernier tiers du XIVe siècle, il utilise une pâte siliceuse et une glaçure plombifère. Le couleurs sont obtenues en mélangeant des pigments pulvérisés à de la fritte de verre. Le décor, très raffiné, dénote l'influence du naqqash khana, l'atelier des peintres, par le jeu sur les délavés de couleurs et les clairs-obscurs. On observe un mélange de tradition des seldjoukides de Rum (grandes palmettes bifides) et des nouveautés importées de Chine par le style timuride international (fleurs hatay) : c'est pourquoi on nomme généralement ce style rumi-hatay.